# (72827) Maxaub
(72827) Maxaub est un astéroïde de la ceinture principale.

## Description
(72827) Maxaub est un astéroïde de la ceinture principale. Il fut découvert le 23 avril 2001 à Pla D'Arguines par Rafael Ferrando. Il présente une orbite caractérisée par un demi-grand axe de 2,59 UA, une excentricité de 0,12 et une inclinaison de 14,9° par rapport à l'écliptique.

## Compléments